# Élections municipales comoriennes de 2015
Les élections municipales comoriennes de 2015 ont lieu le 22 février 2015 aux Comores afin de renouveler les conseillers des municipalités du pays. Le scrutin a lieu en même temps que le second tour des législatives. Ces conseillers communaux sont élus au scrutin de liste à un tour.